# Costus spectabilis
Костус показний (Costus spectabilis) — вид рослини родини костові.

## Назва
В англійській мові має назву «карликова саванна імбирна лілія» (англ. dwarf savanna ginger lily).

## Будова
Багаторічна рослина з ризомами. Після закінчення сухого сезону з'являється прикоренева розетка на 4 листка з червоними краями, гладенькі згори та запушені знизу. Рослину помітно під час цвітіння. У інший період її важко відшукати. 3–4 жовті квітки з'являються на квітконіжці. Плід — капсула.

## Поширення та середовище існування
Зростає у вологих саванах від Сенегалу до східного берегу Африки.

## Практичне використання
Costus spectabilis — національна квітка Нігерії. Зображена на гербі країни, але чомусь червоного кольору.

## Галерея

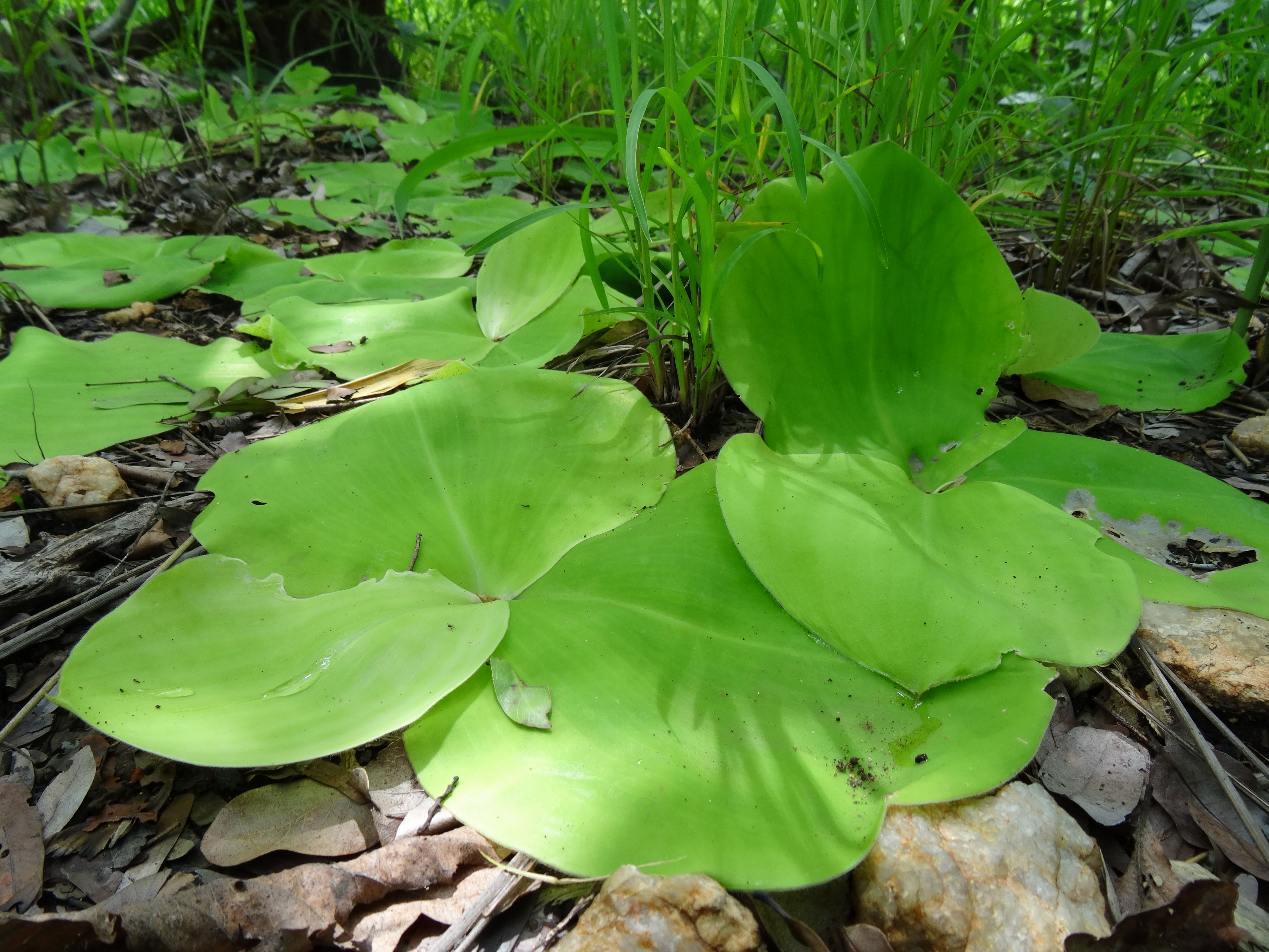
Розетка
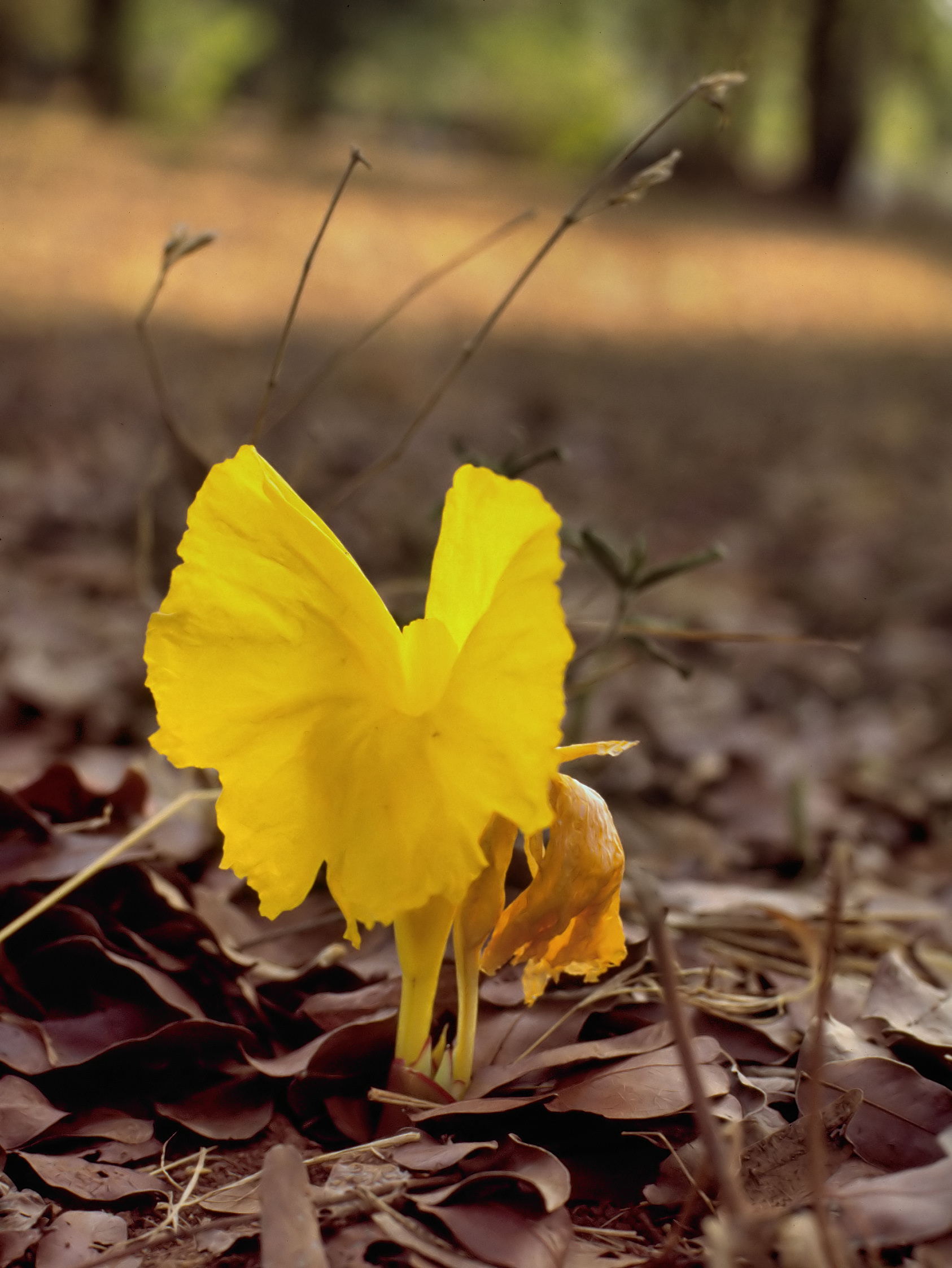
Квітка
Герб Нігерії